# 上海万国殡仪馆
上海万国殡仪馆又稱万国殡仪馆，是上海第一家殡仪馆，也是上海第一家給遗体打防腐针的殡仪馆。上海万国殡仪馆主要举行追悼會、接送遗体、出售棺材和骨灰盒、寄存骨灰、遺體化妝。若家屬選擇火葬，追悼會開完後殯儀館會將遺體送到虹桥公墓、静安寺公墓的火葬场火化。

## 歷史
1924年，美国纽约一家殡仪公司来上海拓展業務，他們租下了位於胶州路207号一幢三层花园洋房，並且給在滬公司起名大礼行。1925年起了英文名CHINA CASKEF CO. LTD.，后来中文名改成万国殡仪馆，意思是「給万国人辦理喪事」。美國人斯高脱(R．0．SCOTT)出任經理。起初殯儀館只對外國人服務，後來業務擴展至華人。1934年，紐約總部覺得万国殡仪馆效益不佳，決定撤資，而殯儀館由斯高脱接盤，並且和美國公司脫鉤。1935年，阮玲玉的丧事在上海万国殡仪馆舉辦。1941年12月，太平洋战争爆发，日軍攻入上海公共租界，将斯高脱一家关进集中营。之後上海特别市政府下轄的卫生局接管了万国殡仪馆。日本投降後，斯高脱重新接管万国殯儀館。中國共產黨接管上海後，斯高脱返回美國，殯儀館交由中国人管理。
1953年12月7日，上海市军管会讓上海市民政局接管万国殡仪馆。後來陈赓、刘亚楼、汤桂芬、盛丕华、石英均在萬國殯儀館舉辦追悼會。1957年周璇在此开追悼会后運往靜安寺公墓火化。文化大革命期間万国殡仪馆徹底關閉，原址胶州路207号後來成为上海市民政局下轄的上海假肢厂的所在地。